# Adam Randall
Adam Randall (3 de octubre de 1980, Londres, Reino Unido) es un director de cine británico conocido por sus películas iBoy (2017) y I see you (2019), populares en la plataforma Netflix.

## Filmografía

### Cine
| Título                                      | Año  |
| ------------------------------------------- | ---- |
| Hooded (cortometraje)                       | 2007 |
| Easier Ways to Make a Living (cortometraje) | 2009 |
| Reflections (cortometraje)                  | 2014 |
| Level-Up                                    | 2016 |
| iBoy                                        | 2017 |
| I see you                                   | 2019 |
| Night Teeth                                 | 2021 |

Fuente: